# نات سيمونز
نات سيمونز (بالإنجليزية: Nat Simons)‏ هو شخصية أعمال أمريكي، ولد في 1966.